# San Sebastiano al Vesuvio
San Sebastiano al Vesuvio est une commune de la ville métropolitaine de Naples, dans la région Campanie, en Italie.

## Administration
| Période                                  | Période  | Identité         | Étiquette       | Qualité |
| ---------------------------------------- | -------- | ---------------- | --------------- | ------- |
| 30 mai 2006                              | En cours | Giuseppe Capasso | Centro-Sinistra |         |
| Les données manquantes sont à compléter. |          |                  |                 |         |

### Communes limitrophes
Cercola, Ercolano, Massa di Somma, Naples, San Giorgio a Cremano.